# Remolins (Gard)
Remolins (en francès Remoulins) és un municipi francès del departament del Gard, a la regió d'Occitània.